# Hermsdorf (Sajonia)
Hermsdorf es un municipio situado en el distrito de Suiza Sajona-Montes Metálicos Orientales, en el estado federado de Sajonia (Alemania), a una altitud de 720 metros. Su población a finales de 2016 era de unos 800 habs. y su densidad poblacional, 40 hab/km².